# The Battle (Allen/Lande)
The Battle is een studioalbum van Allen/Lande, een samenwerking van Jørn Lande (zanger van Masterplan) en Russell Allen (zanger van Symphony X). Het werd op 19 september 2005 uitgegeven door Frontiers Records.

## Tracklist
Alle muziek en teksten zijn geschreven door Magnus Karlsson. 
| 1.                 | Another Battle             | 5:19 |
| 2.                 | Hunter's Night             | 5:38 |
| 3.                 | Wish for a Miracle         | 4:40 |
| 4.                 | Reach a Little Longer      | 5:26 |
| 5.                 | Come Alive                 | 4:52 |
| 6.                 | Truth About Our Time       | 4:47 |
| 7.                 | My Own Way Home            | 4:46 |
| 8.                 | Ask You Anyway             | 5:10 |
| 9.                 | Silent Rage                | 4:24 |
| 10.                | Where Have the Angels Gone | 4:44 |
| 11.                | Universe of Light          | 5:23 |
| 12.                | The Forgotten Ones         | 5:24 |
| Totale duur: 60:39 |                            |      |

## Bezetting
- Jørn Lande - zang (alle liedjes, behalve 2, 8 en 11)
- Russell Allen - zang (alle liedjes, behalve 4, 7 en 10)
- Magnus Karlsson - gitaar, basgitaar, keyboard
- Jaime Salazar - drumstel